# José Luis Juan Sanz
José Luis Juan Sanz (València, 27 de juny de 1939 - 6 de maig de 2018) fou un polític valencià, diputat al Congrés dels Diputats en la VII legislatura i senador en la VIII legislatura.
Llicenciat en dret, es dedicà a exercir d'advocat fins al 1991, quan fou escollit regidor de l'ajuntament de València pel Partit Popular a les eleccions municipals espanyoles de 1991, càrrec que ocupà fins al 2007. En fou tinent d'alcalde el 1999-2003. Fou elegit diputat per la província de València a les eleccions generals espanyoles de 2000 (en substitució de Carmen Martorell Pallás). Va estar portaveu adjunt de la Comissió de Pressupostos del Congrés dels Diputats (2000-2004).
Fou escollit senador per València les eleccions generals espanyoles de 2004. De 2004 a 2008 ha estat secretari segon de la Comissió Mixta per a les relacions amb el Tribunal de Comptes.